# Malá Ohrada
Malá Ohrada, původně Ohradská osada, je bývalá osada, dnes čtvrť v rámci katastrálního území a evidenční části Stodůlky v městské části Praha 13 v Praze.

## Historie
Zatímco Velká Ohrada byla, tehdy jen pod názvem Ohrada, jako osada Řeporyj založena již koncem 18. století, až ve 2. polovině 19. století vznikla severovýchodně od ní Ohradská osada. Ta patřila také pod obec Řeporyje, ale přifařena byla pod Stodůlky. Později se Ohradě začalo říkat Velká Ohrada a Ohradské osadě Malá Ohrada. Malá Ohrada ležela při hlavní silnici z Jinonic na Řeporyje (zhruba v trase dnešní ulice K sopce), a proto se zde uživil i hostinec. V roce 1911 měla Malá Ohrada 105 katolických a 2 nekatolické obyvatele. Za první republiky, kdy Malá Ohrada ležela těsně za hranicemi Velké Prahy, byly na Malé Ohradě rozparcelovány další pozemky pro stavbu rodinných domků a vilek. Malá Ohrada poté rozlohou i počtem obyvatel překonala Velkou Ohradu. Po druhé světové válce rozvoj Malé Ohrady pokračoval, ale stále zde vyrůstaly jen malé domky. Roku 1974 byly obě Ohrady jako součást Řeporyj připojeny k Praze. Následně bylo toto území v souvislosti s přípravou výstavby Jihozápadního Města překatastrováno do Stodůlek.

## Popis
Malou Ohradu tvoří zástavba malých předměstských rodinných domů na ploše přibližně čtvercového tvaru s rastrovou uliční sítí. Západovýchodním směrem vedou ulice K sopce, Liběšická, Mutěnínská a Tlumačovská, severojižním směrem ulice Ke klubovně, Na Hvížďalce, Podohradská a Velichovská. U jihozápadního rohu vyrostla roku 2011 nová dominanta, výšková obytná dvojbudova Rezidence Prague Towers.
Východním směrem pak z tohoto útvaru vybíhá ještě ulice U Albrechtova vrchu, které se pak ještě větví do paralelní Diabasové ulice. Tento pás zástavby již patří do základní sídelní jednotky U Malé Ohrady.
Malá Ohrada leží ve svahu, na planině jižně nad ní se nachází sídliště Velká Ohrada, údolím pod ní prochází Jeremiášova ulice, která tvoří obchvat kolem hlavního komplexu stodůleckých panelových sídlišť. Východně od Malé Ohrady je přírodní pás údolí Prokopského potoka s umělou vodní nádrží Asuán, toto území však patří k Jinonicím.
Veřejná hromadná doprava přímo do ulic Malé Ohrady nezajíždí, frekventované linky však jezdí a zastavují na komunikacích při jejím okraji, na jižním okraji jsou v Tlumačovské ulici zastávky Malá Ohrada a Bašteckého (přestože se ulice Bašteckého nachází již na Velké Ohradě) a na severní straně pod Malou Ohradou je na Jeremiášově ulici zastávka Archeologická.

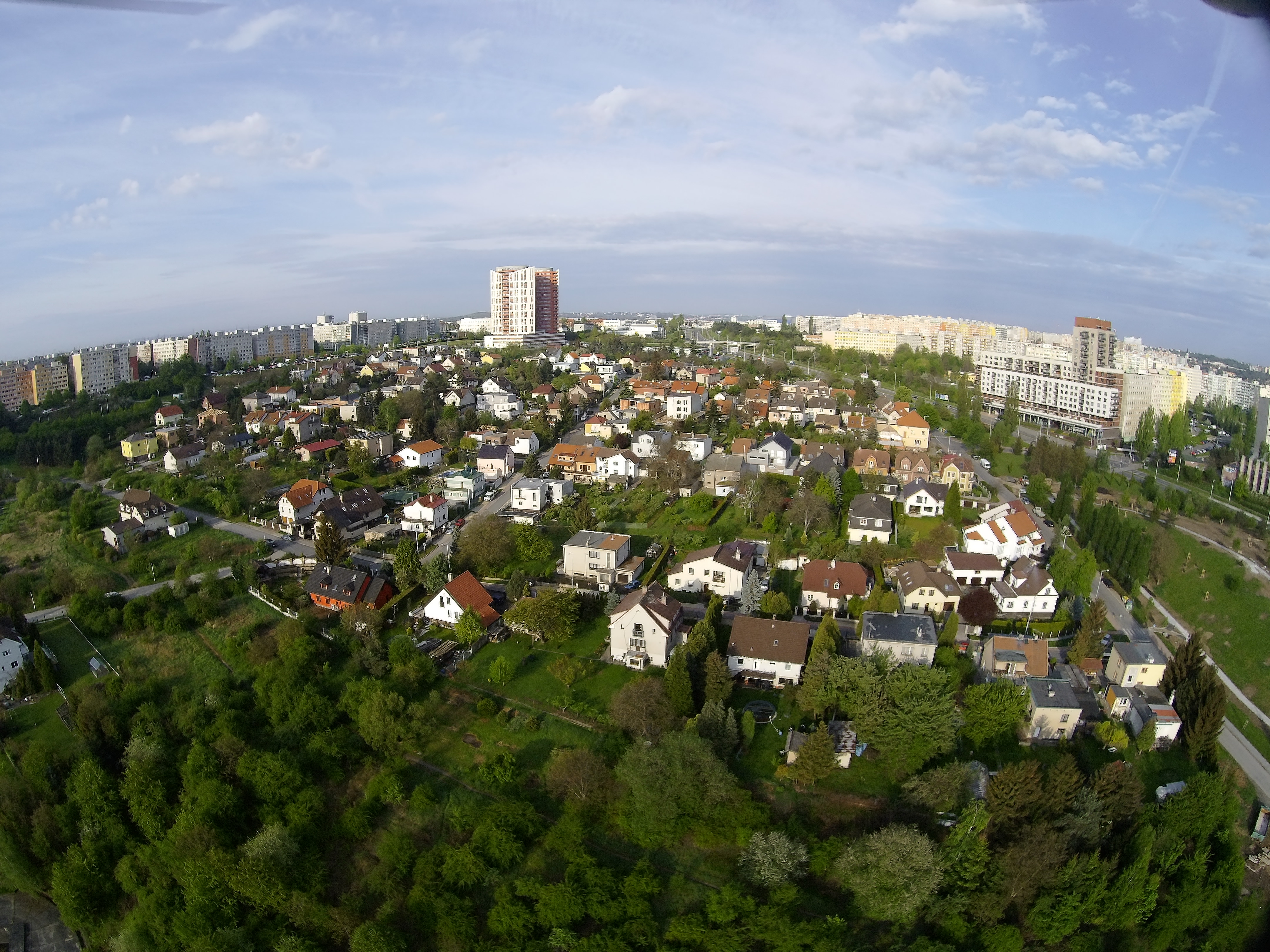
Letecký záběr ze severovýchodu
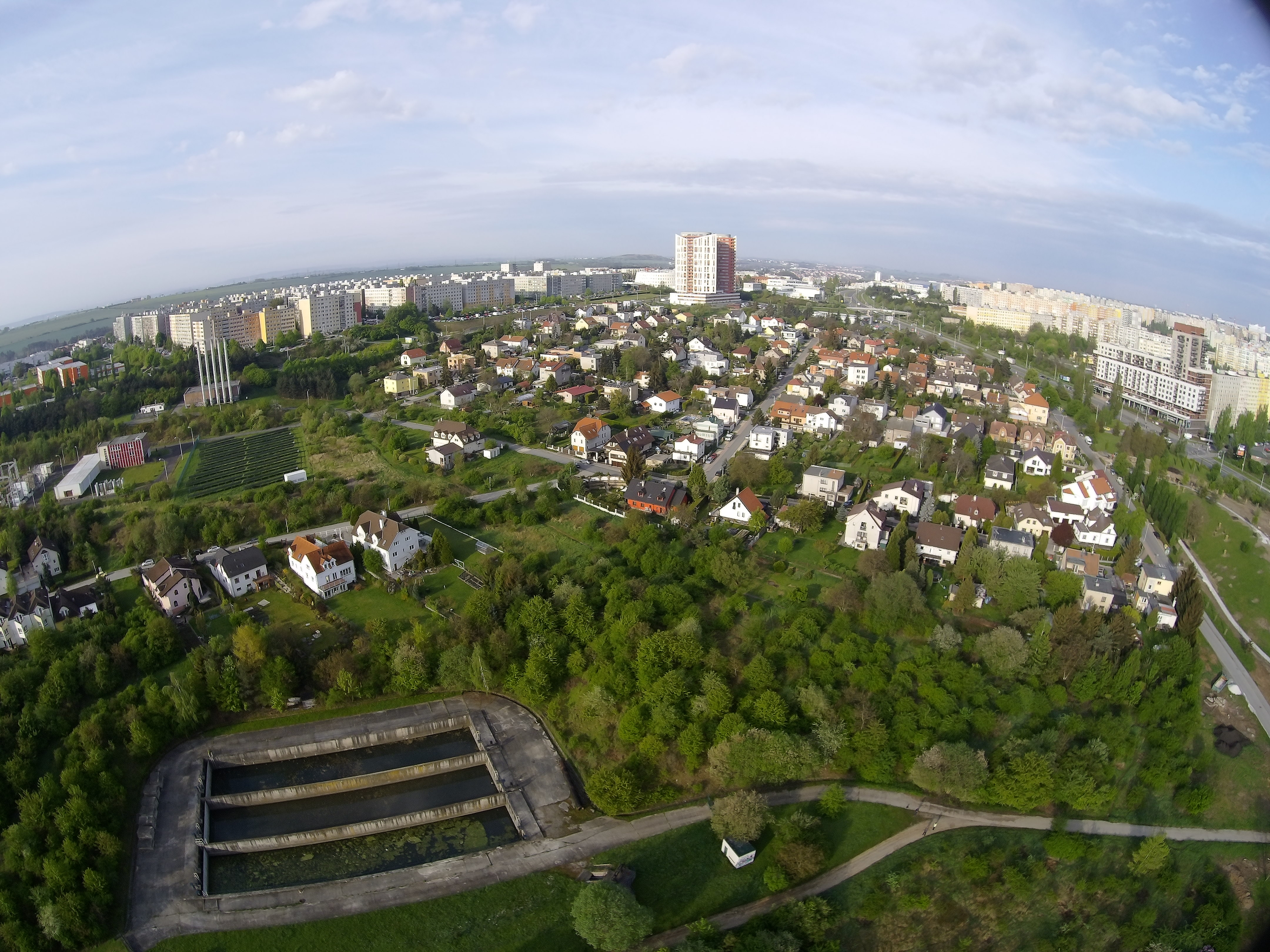
Letecký záběr ze severovýchodu
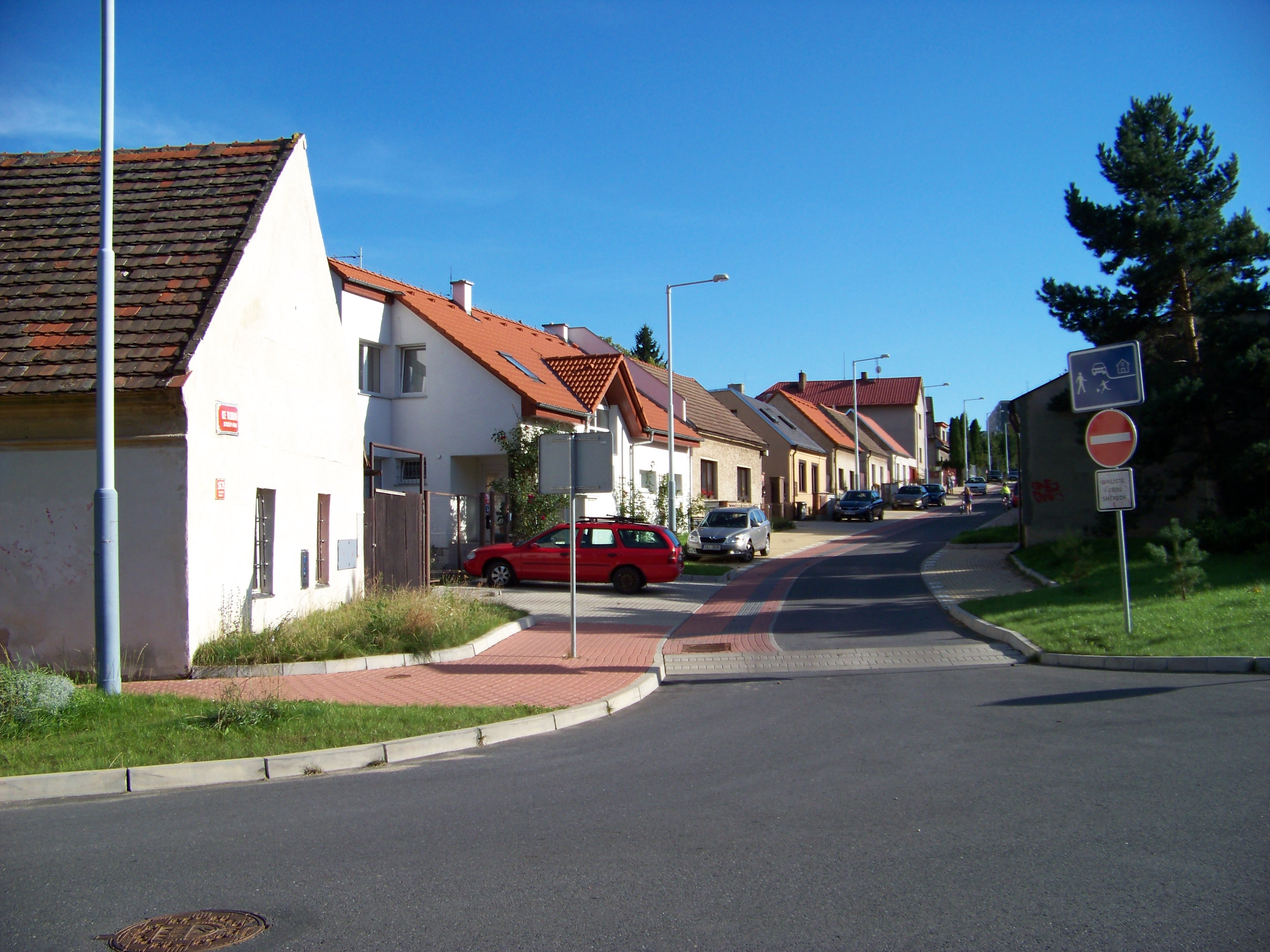
Ulice Ke klubovně od ulcie K sopce
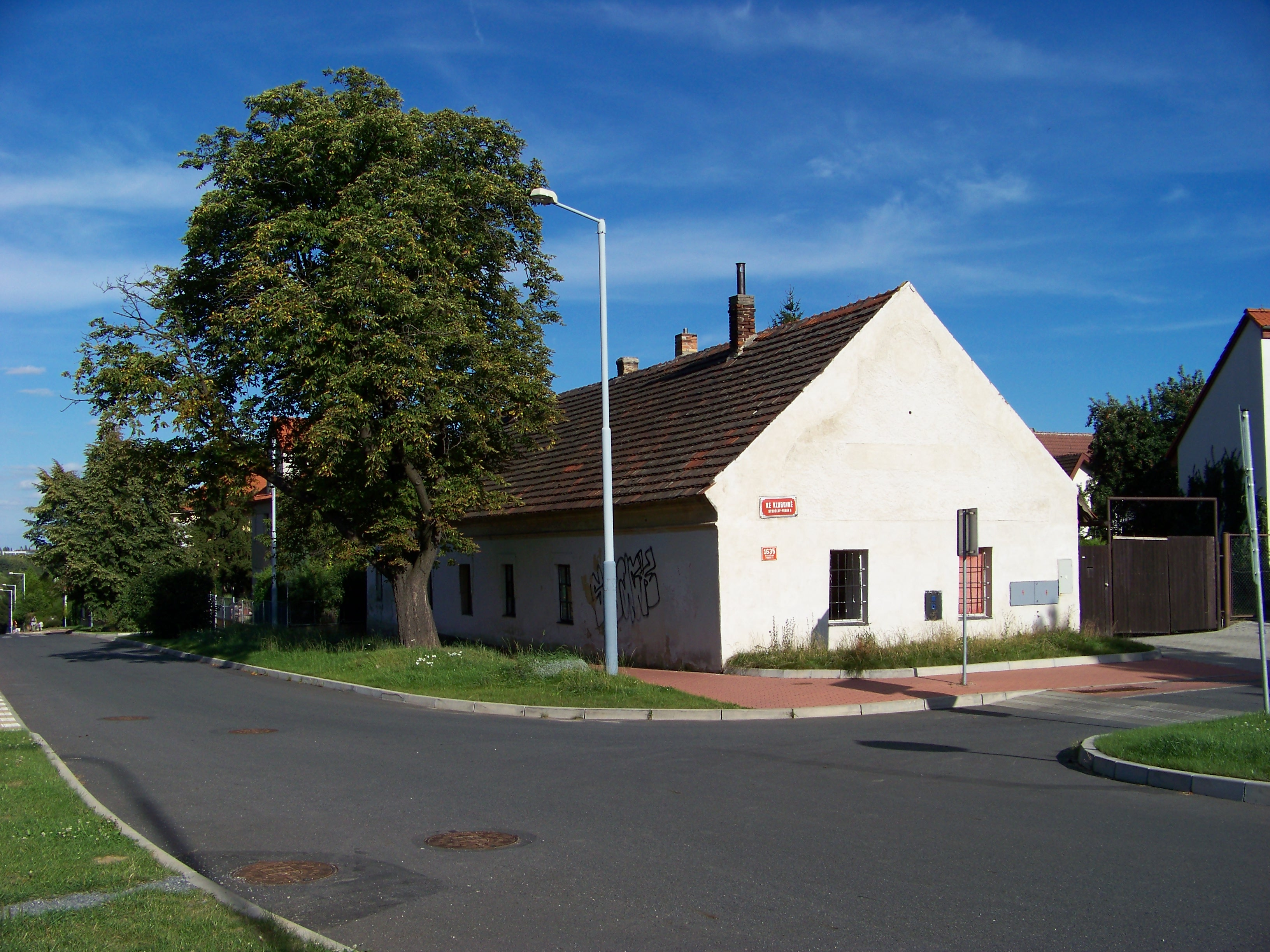
Jeden ze starších domů na Malé Ohradě
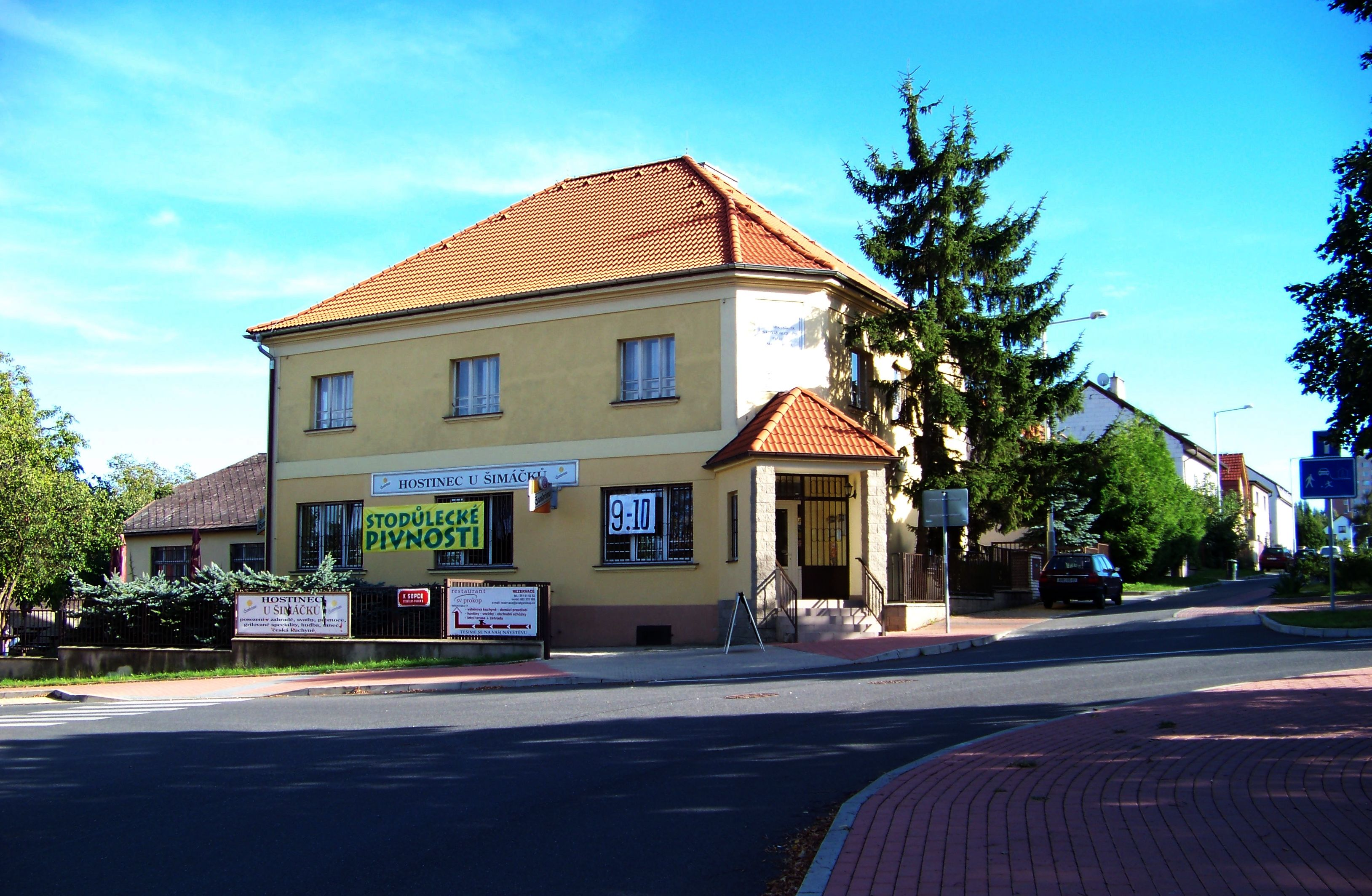
Hostinec U Šimáčků v roce 2011, kdy ještě fungoval
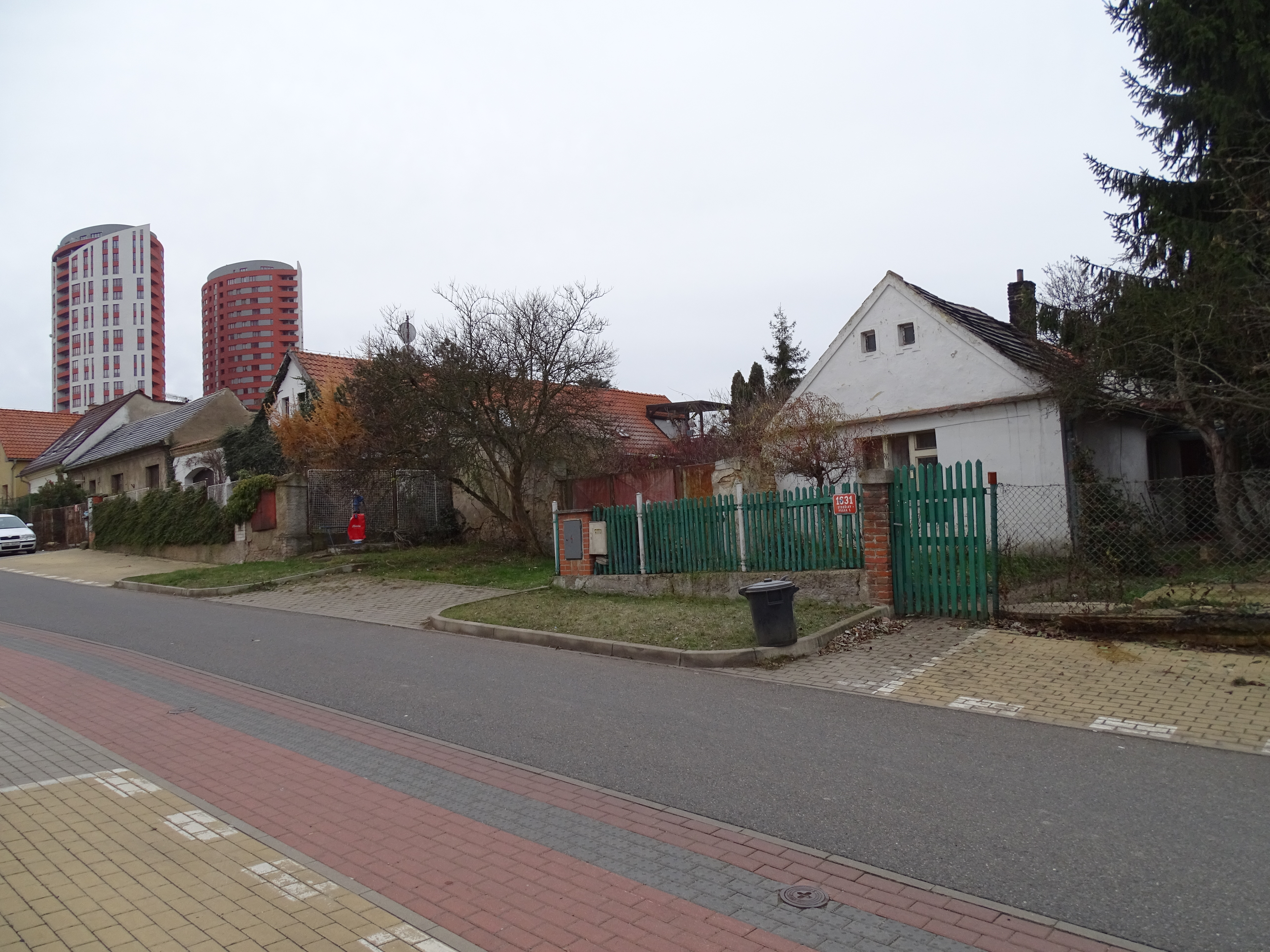
Starší část osady, ulice Ke klubovně
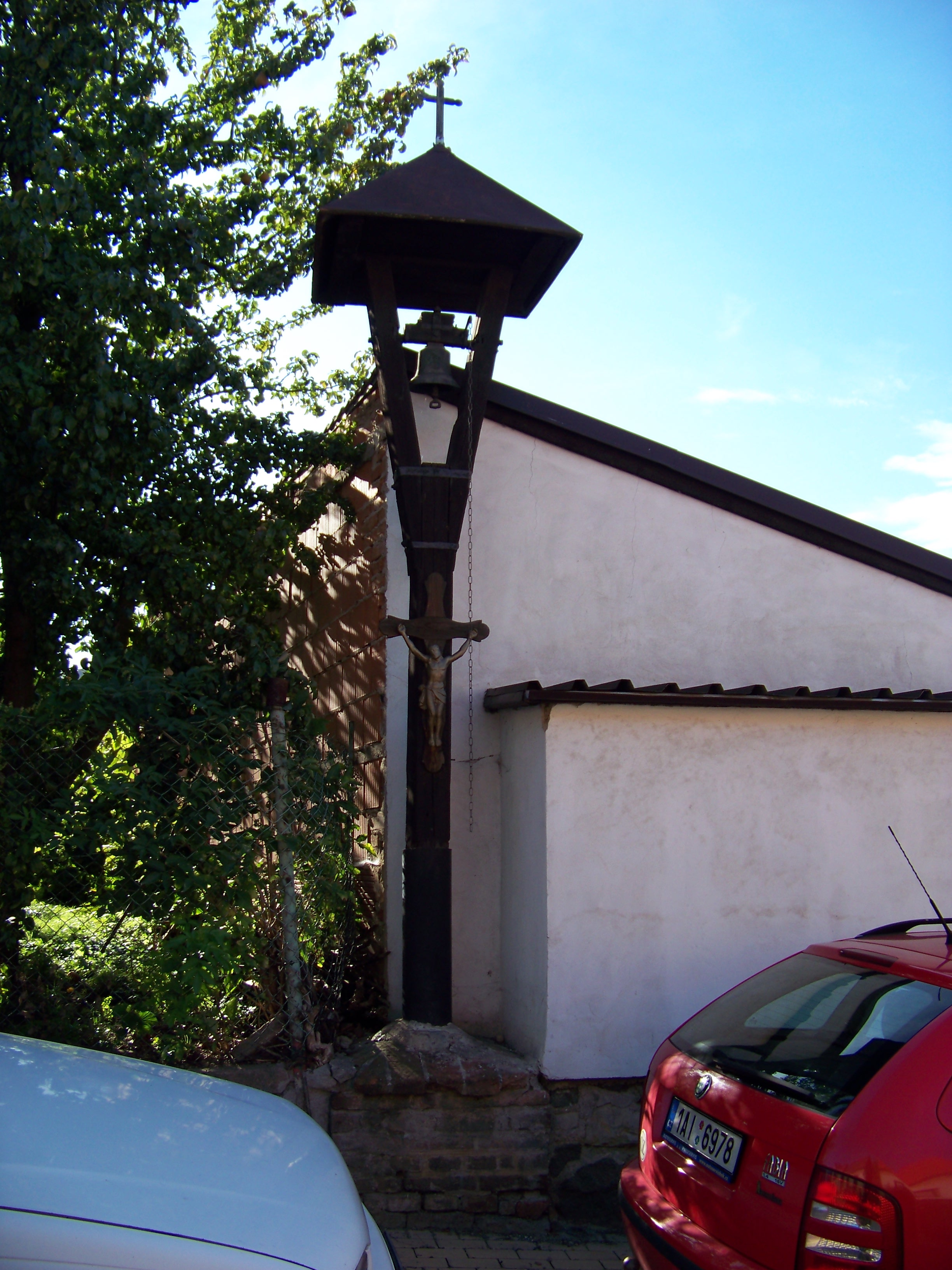
Zvonička s křížkem v ulici Ke klubovně

## Vymezení a statistické údaje
Administrativně není v dnešní době Malá Ohrada nijak definována a ohraničena, urbanisticky však tvoří poměrně jednoznačný zřetelně oddělený útvar. Spolu se sídlištěm Velká Ohrada (ovšem bez vlastní Velké Ohrady) tvoří základní sídelní jednotku Ohrada.
Malá Ohrada se dá vymezit dvojicí statistických obvodů:

### Statistický obvod 4917
Statistický obvod 4917 (172545) zahrnuje východní zhruba tři čtvrtiny území vlastní zástavby. Výměra obvodu k 31. 12. 2016 byla 9,6162 ha.
K 1. prosinci 2016 zahrnuje 96 budov s čísly popisnými (se 100 adresami), z toho 94 bytových, žádnou budovu s číslem evidenčním. Bytů je v obvodě 126, z toho 97 obydlených. Popis statistického obvodu k 1. 12. 2016 uvádí prodejnu potravin v čp. 1033, na nároží Mutětínská / Na Hvížďalce, restauraci v čp. 1393, Velichovská 17 a Pension Karel s 11 lůžky na adrese Mutětínská 1119/23, všechny ostatní domy jsou charakterizovány jako rodinné domy.
Evidovaných obyvatel k 1. prosinci 2016 je 309. Podle sčítání lidu 2011 je obvyklý počet obyvatel 328 a trvalý počet obyvatel 304, počet obyvatel dle SLDB 2001 byl 290.

### Statistický obvod 4916
Statistický obvod 4916 (172537) zahrnuje zhruba ulici Ke klubovně a k tomu ještě autocentrum a novostavbu Rezidence Prague Towers. Výměra obvodu k 31. 12. 2016 byla 8,1099 ha.
K 1. prosinci 2016 zahrnuje 40 budov s čísly popisnými (se 43 adresami), z toho 37 bytových, žádnou budovu s číslem evidenčním. Bytů je v obvodě 283, z toho 266 obydlených. Popis statistického obvodu k 1. 12. 2016 uvádí autosalon Lexus na adrese Jeremiášova 2599/1a, polyfunkční objekt na adrese Tlumačovská 2766/26 a 26a (počet podlaží není v databázi ČSÚ vyplněn), kanceláře firmy Pres na adrese čp. 1709 na rohu ulic Ke klubovně a Liběšická, dům Ke klubovně 1650/9 jako budovy nebytové ostatní a chybí popis u domu Ke klubovně 2798/22, všechny ostatní domy jsou charakterizovány jako rodinné domy, přičemž dům Ke klubovně 1636/16 je veden jako rozestavěný.
Evidovaných obyvatel k 1. prosinci 2016 je 125. Podle sčítání lidu 2011 je obvyklý počet obyvatel 119 a trvalý počet obyvatel 116, počet obyvatel dle SLDB 2001 byl 100.

### Statistické údaje za celou osadu
V součtu tedy k 1. prosinci 2016 uváděl ČSÚ za oba statistické obvody tyto údaje:
- rozloha 17,7271 ha (k 31. prosinci 2016)
- budov s čísly popisným 136 (se 143 adresami), z toho 131 bytových, žádná budova s číslem evidenčním
- bytů 409, z toho 363 obydlených
- obyvatel 434 (dle SLDB 2011 obvyklý 447 a trvalý 420, dle SLDB 2001 počet obyvatel 390.